# The Flying Twins
Pour plus de détails, voir Fiche technique et Distribution.
The Flying Twins est un film américain réalisé par Jack Harvey et sorti en 1915.
Madeline et Marion Fairbanks y interprètent deux sœurs jumelles.

## Fiche technique
- Réalisation : Jack Harvey
- Production : Thanhouser Film Corporation
- Durée : 4 bobines[2]
- Date de sortie :
  - États-Unis : 1er juillet 1915

## Distribution
- Marion Fairbanks : jumelle
- Madeline Fairbanks : jumelle

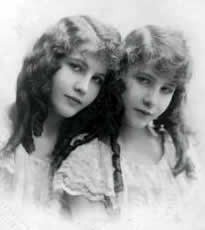
Les sœurs Fairbanks en 1914

- Boyd Marshall : Vinald Marshall, père des jumelles
- Harry La Pearl : Fred Morris
- Bertha Leon : Stella, la femme de Fred
- Ethel Jewett : Lucia Marshall, mère des jumelles
- Morris Foster : Peter Goddard, le greffier
- Eleanor Spaulding : Tante Sally
- Lorraine Huling : la cousine Carolyn